# Liszkay József
Liszkay József (Balatonszőlős, 1809. október 18. – Budapest, 1888. május 13.) református lelkész, teológus, egyetemi tanár.

## Élete
Balatonszőlősön született, ahol édesapja, Liszkay János a falu lelkész volt. Tanulmányait Szentgálon kezdte, ahová abban az időben atyja lelkésznek ment. 1820-ban Pápára adták szülei, ahol 1831-ben végezte a hittanszakot. Ezután a IV. gimnáziumi osztályban tanító, majd Szőnyön akadémiai rektor lett. Eltöltvén itt a szokásos három évet, Bécsbe ment, hogy útlevelet szerezzen külföldi egyetemekre; de Tóth Ferenc superintendens levele haza hívta a Kerkapoly István családjához nevelőnek Zala-megyébe. Ez állásban maradt 1836-ig, a midőn a kápláni vizsgát letette és egy ideig segédlelkészkedett Perei János esperes mellett Felsőörsön. Korábbi szándékát létesítendő, ismét Bécsbe ment és míg útlevelét kinyerhette, a protestáns teológiai intézetet látogatta. Már-már Berlinbe indult, midőn ismét Tóth Ferenc levele intette el céljától. Az elaggott és nyugalmazott Kocsi Sebestyén István helyére hívta haza ideiglenes tanárul.
1838-ban a kerület rendes tanárnak választatta a Karai Gábor neje által alapított exegetikai tanszékre. Mielőtt mint rendes tanár megkezdte volna működését, 1838 őszén végre külföldi útra kelt. Egy évet töltött Berlinben, a midőn az elhunyt Kiss Ádám helyére Dad választotta lelkészül és ő hazajött. 1843-ban, adott szava kötvén őt, elfoglalta tanszékét Pápán: A rationalismus jelentősége című értekezéssel. Rövid öt évi működés után 1848-ban a pápai református egyház lelkészi állomását foglalta el. Az ötvenes évek elején megkínálta őt az akkori kormány tanszékkel a bécsi protestáns teológiai intézetben, majd kerületi tanfelügyelőséggel; de ő ezt el nem fogadta, csupán egyházát akarván szolgálni. A dunántúli egyházkerület ez időben megválasztotta pénztárosává s mint ilyen a pápai ref. egyház zavart pénzügyeit, illetve az egyházkerületét is csakhamar rendbe hozta. 1855-ben a győri gyülekezet meghívását fogadta el és itt maradandó emléket szerzett nevének a pátens-ügyben magatartásával a kormánnyal szemben, valamint az egyház anyagi s népnevelési ügyeinek rendezése- s emelésével.
1863-ban egyházlakot épített, 1867-ben a várostól népessége arányában járó 1236 forintnyi évi segélyt, egy segédlelkészség szervezésére pedig a kormánytól 2000 forintot eszközölt ki. Tizenkét évi győri hivataloskodása után újra Pápa hívta meg és 1873. január 5-én ismét a pápai lelkészi állomásra tért vissza, de 4 év múlva lemondott és szorgalma s takarékossága által szép vagyonra téve szert, Budapestre vonult nyugalomba rokonaihoz. Megemlékezett alapítványaiban a pápai tanárokról, a nyugdíj-intézetekről, ösztöndíjakról és a pápai egyházmegyei lelkészgyámolító intézetről. Tóth Ferencnek, akinek veje volt, örököse lévén, annak könyvtárát a pápai főiskolai könyvtárnak hagyta, azonban becses egyháztörténeti könyveit s kéziratait 1872-ben a Magyar Nemzeti Múzeum vette meg 600 forintért (összesen 135 nyomtatványt, ezek közt 1711 előtti 33 darab, egy unicum és 25 kötet kézirat, legbecsesebb Tóth Ferenc Analectái, hat ívrétű és négy negyedrétű kötetben.) 1888-ban hunyt el Budapesten 78 éves korában.

## Művei

### Folyóiratcikkek
Cikkei a Sárospataki Füzetekben (1868. A 13 felvidéki megyék és szabad királyi városok folyamodása I. Leopold királyhoz a Zemplén városában 1666. ápr. 19. tartott gyűlésből, A Peremartonban 1736. júl. 29. tartott ref. egyházkerül. gyűlésnek jegyzőkönyve, Kenessey-Szondi végrendelete, Pápa, 1752. márcz. 28.); a Prot. Egyh. és Iskolai Lapban (1876-1878., 1881. egyháztörténelmi közlések) és a Fördős Lajos szerkesztette Papi dolgozatokban gyászesetekre Tóth Ferenc kézirataiból közölt egyházi beszédeket (III. 1852., 1857-58., VIII. 1859.).

### Önállóan megjelent művei
- Tanulság és remény Széki Béla neje Tóth Apollonia fölött a pápai ref. egyházban 1845. nyárelő 13. Pápa, 1845 (Sirbeszéd. Dömjén Ferencz gyászbeszédével együtt.)
- Helvét hitvallás. Iskolai és magán használatra. Az eredeti szöveg és az 1791. debreczeni fordítás nyomán. Uo. 1852 (2. kiadás 1853., 3. k. 1855. Uo.)
- A nagygyőri evangeliumilag reformált egyház multja és jelenése összefüggésben hazánk politikai és vallásos mozgalmaival. Győr, 1868. A győri ref. egyházi lak kőnyomatával. (Ism. Sárospataki Füzetek. Kézirata a m. n. múzeumban.)
- A pápai evang. reform. egyház levéltára 1510-1811. Pápa, 1875 (Ism. Prot. Egyh. és Iskolai Lap, 1876)
- Tóth Ferencz dunántuli superintendens életrajza. Bpest, 1877 (Ism. Századok 1878. Nagy papok életrajza. Többekkel együtt. Protestáns Theológiai Könyvtár)

Szerkesztette A dunántuli helv. hitv. egyházkerület Névkönyvét Pápán 1854 (Uj M. Athenás szerint több évfolyamát.)